# Spoorlijn Nakskov - Kragenæs
De spoorlijn Nakskov - Kragenæs (Deens: Nakskov Kragenæs Jernbane) was een lokale spoorlijn op het eiland Lolland in Denemarken.

## Geschiedenis
Aan het eind van de 19e eeuw begon men plannen te maken om de bestaande railinfrastructuur voor het vervoer van suikerbieten in het gebied ook geschikt te maken voor personenvervoer. Uiteindelijk werd besloten tot de aanleg van een normaalsporige lijn waarvan de bouw in 1913 startte. Na enige vertraging door het uitbreken van de Eerste Wereldoorlog werd de spoorlijn geopend op 15 maart 1915 door de Nakskov Kragenæs Jernbane (NKJ).

## Huidige toestand
Thans is de volledige lijn opgebroken.